# Ізбінський Стефан Костянтинович
Ізбінський Стефан Костянтинович (латиницею зустрічається написання Izbinsky, Izbinski, Isbinski) (17 липня 1884, Київ — 28 квітня 1912, Київ) — один з перших київських шахових майстрів, учасник Всеросійських турнірів (чемпіонатів) з 1903 року. Навчався у Київському університеті.

## Життєпис
Дебютував на III Всеросійському шаховому турнірі у Києві. Результат виступу (9–10 місце) міг бути значно кращим, з огляду на здобуті нічиї в партіях проти лідерів змагань — чемпіона Михайла Чигоріна та Йосипа Бернштейна, перемогу над Володимиром Юревичем, який зайняв третє місце.
Повторив результат (8-10 місце) у четвертому російському чемпіонаті (1905—1906), до того ж перемігши Чигоріна (той виступав вкрай невдало). У І Всеросійському турнірі любителів шахів (Санкт-Петербург, 1909) зайняв тринадцяте місце, проте його партія з Григорієм Гельбаком була відзначена переможцем турніру, майбутнім Чемпіоном світу Олександром Альохіним. У Південноросійському турнірі в Одесі (1910), який можна розглядати як перший чемпіонат України розділив третє місце з одеситом Павлом Лістом, а вже наступний турнір у Києві (1911) приніс Ізбінському перше місце за очками, однак Юхим Боголюбов обіграв Стефана Костянтиновича в додатковому матчі (+0 –2 =0). Того ж року на Всеросійському турнірі найсильніших любителів зайняв третє місце.
Юхим Лазарєв у своїй книзі Творчість шахістів України називає Ізбінського одним з найталановитіших шахістів Києва початку XX століття. І додає, що життя його обірвалося на злеті спортивних і творчих успіхів.